# Raf Simons
Raf Jan Simons (Neerpelt, 12 de enero de 1968) es un diseñador de moda belga. Estudió diseño industrial, pero al cabo de unos años de estudio independiente, se convirtió en diseñador de ropa masculina en 1995. Inicialmente, trabajó con Walter Van Beirendonck en París, donde fue expuesto a la labor de Martin Margiela y Jean-Paul Gaultier. Ha sido director creativo de Dior hasta su salida de la maison en 2015.

## Colecciones
Sus colecciones (sólo para hombre) están fuertemente influenciadas por la cultura de la juventud. A menudo combina el corte clásico de la sastrería masculina con el estilo baggy (ancho) callejero, considerado unas de sus mayores influencias. Su estilo ha sido ampliamente reconocido por los críticos y la industria de la moda. Se le considera uno de los más importantes innovadores en la moda masculina contemporánea.
Raf Simons presenta sus colecciones dos veces al año en París, pero trabaja y vive en Amberes, Bélgica. En sus primeros años, su pasarela se mostraba siempre de modos poco convencionales: los modelos (a veces no profesionales) iban corriendo por la calle o caminando en un parque, en un puente, o en torno a un estudio de fotografía.
Sus dos colecciones Raf Simons y Raf by Raf Simons se venden en Barneys, Seven en Nueva York y en una variedad de lugares en todo el mundo. Sus colaboraciones más recientes han sido con Eastpak, Doctor Martens o la actual con Fred Perry.
En abril de 2012 fue nombrado director creativo de la casa francesa Dior como reemplazo del inglés John Galliano.

## Jil Sander

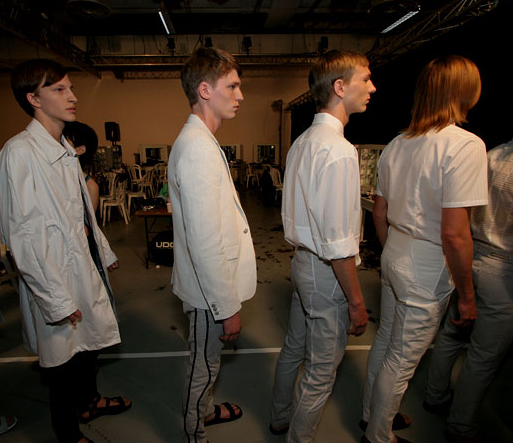
Bastidores de la Colección Masculina Otoño-Invierno 2007

En el verano de 2005 fue nombrado director creativo de Jil Sander, propiedad del Grupo Prada.
Refiriéndose al trabajo de Raf Simons en la Colección Otoño-Invierno 2007 para Jil Sander, Cathy Horyn del New York Times escribió "Un diseñador belga llamado Raf Simons está haciendo furor en el mundo de la moda. Es su tercera colección para Jil Sander. Desde que se convirtió en su director creativo hace 18 meses, su trabajo es perfecto". También añadió: "Hay algunos diseñadores que han demostrado que no necesitan de una muleta, de un club o de un libro original sobre ropa de diseño, entre ellos el Sr Alaïa, Karl Lagerfeld y Raf Simons."

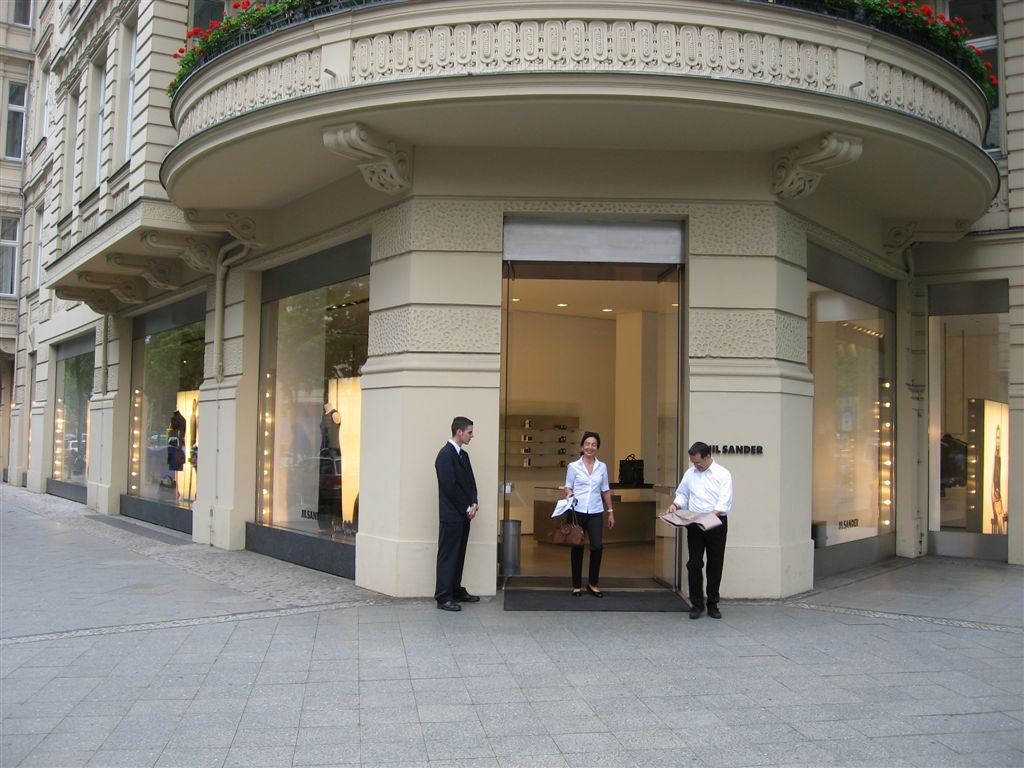
Boutique Jil Sander en Berlín

## Puntos de venta
Sus colecciones para Jil Sander se venden en tiendas del mismo nombre y otras boutiques multimarca alrededor del mundo. En Nueva York, se vende en Jil Sander, Bergdorf Goodman, Barney's, Jeffrey, y Linda Dresner.

## Bridge Collection
Su segunda línea, Raf by Raf Simons, se puso en marcha en la temporada Otoño-Invierno 2006, y en su lanzamiento fue reconocida como una de las "más impresionantes líneas de la temporada"

## Dior
Tras la salida de Galliano, la maison abrió sus puertas a la modernidad de la mano de Raf, que supo adaptar su propio estilo personal con el marcado ADN de la firma, resultando una simbiosis perfecta de tradición y contemporaneidad sublime en la primera colección Alta Costura para el otoño invierno del 2012, toda una declaración de intenciones en la que las siluetas New Look se acortaban hasta convertirse en top, o los trajes de chaqueta eran actualizados para adaptarse a la mujer moderna, en un desfile que transcurría por habitaciones repletas de flores. Este gusto de las flores, propio del fundador ha sido el hilo conductor en las colecciones y accesorios creados por Raf para la maison, destacando el bolso Lady Dior. 
Sin duda, su paso por Dior será recordado también por las excelentes ventas, convirtiendo con rapidez accesorios como el anteriormente bolso Lady Dior en un imprescindible, o llevando a la alta costura a niveles de venta nunca vistos. No en vano, la prensa internacional se hizo eco de esta situación titulando "Raf Simons's Dior Couture is selling like hotcakes" , o lo que podríamos llamar vender vestidos como churros.
Su salida de la maison por "motivos personales" fue anunciada el 22 de octubre de 2015, pocos días después del desfile de la colección Primavera Verano 2016, y supuso toda una sorpresa. Llegaban a su fin tres años de creación, innovación y éxito para Dior.